# Collegium Broscianum Uniwersytetu Jagiellońskiego

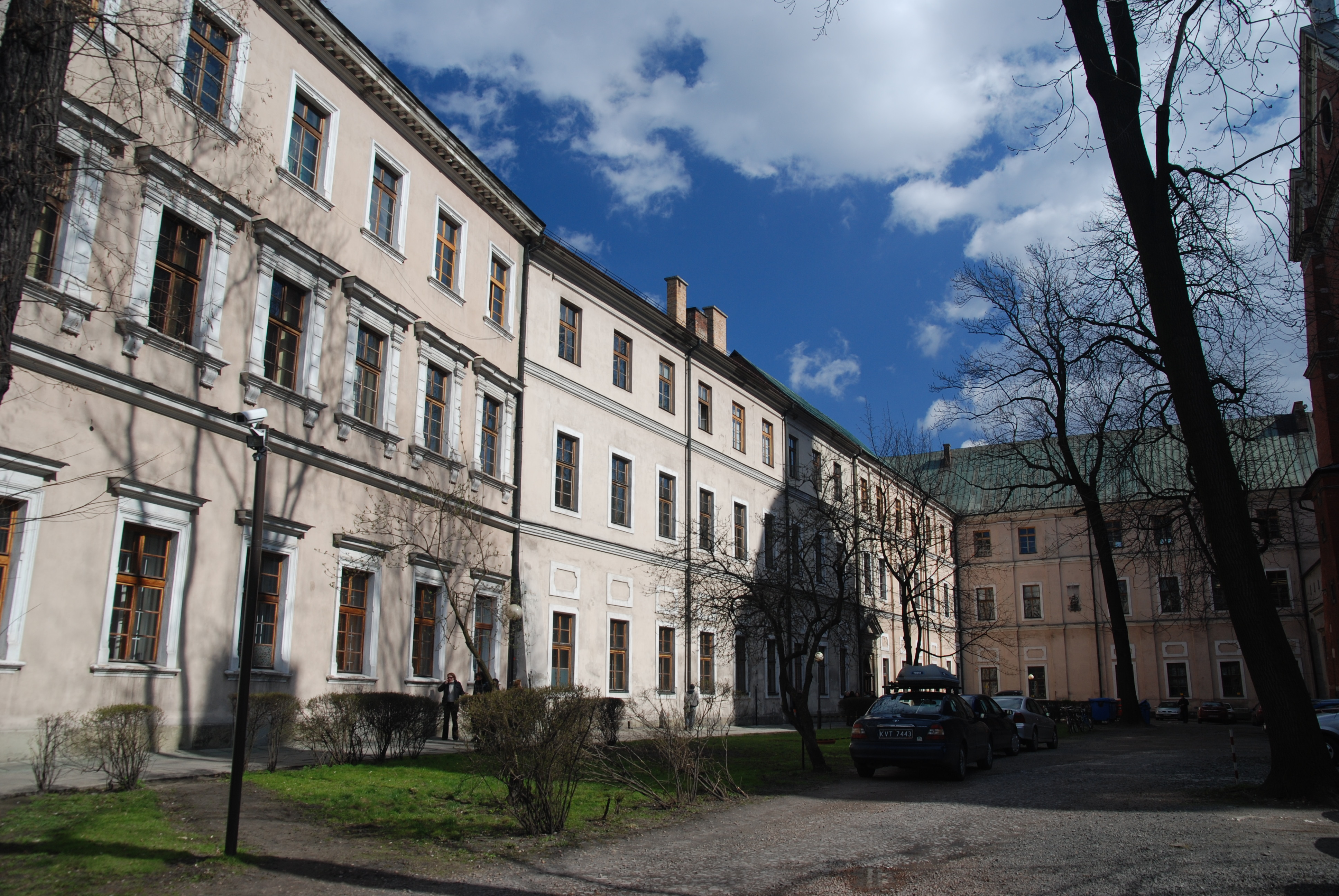
Dziedziniec Collegium Broscianum

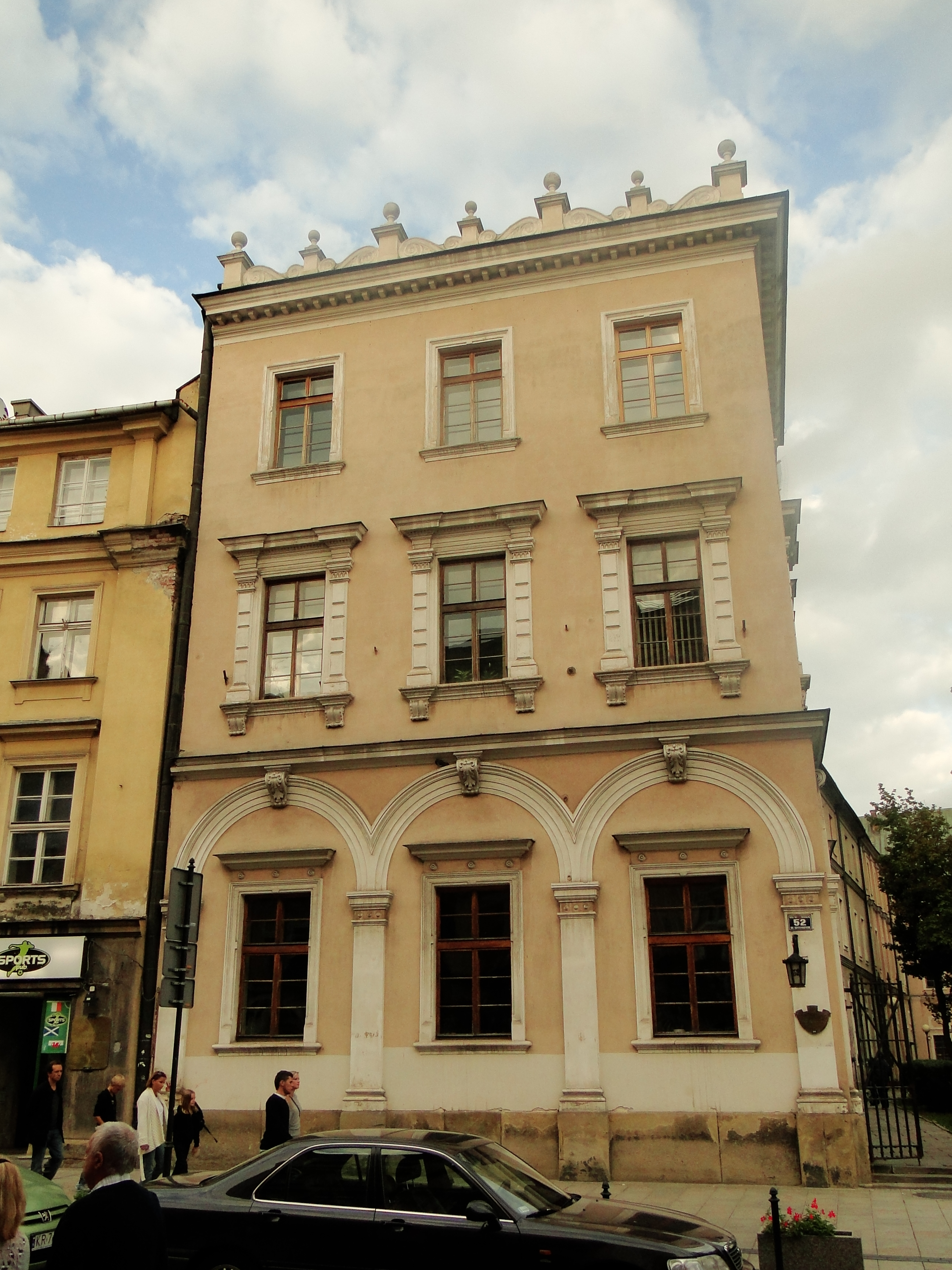
Elewacja Collegium od strony ul. Grodzkiej (2012)

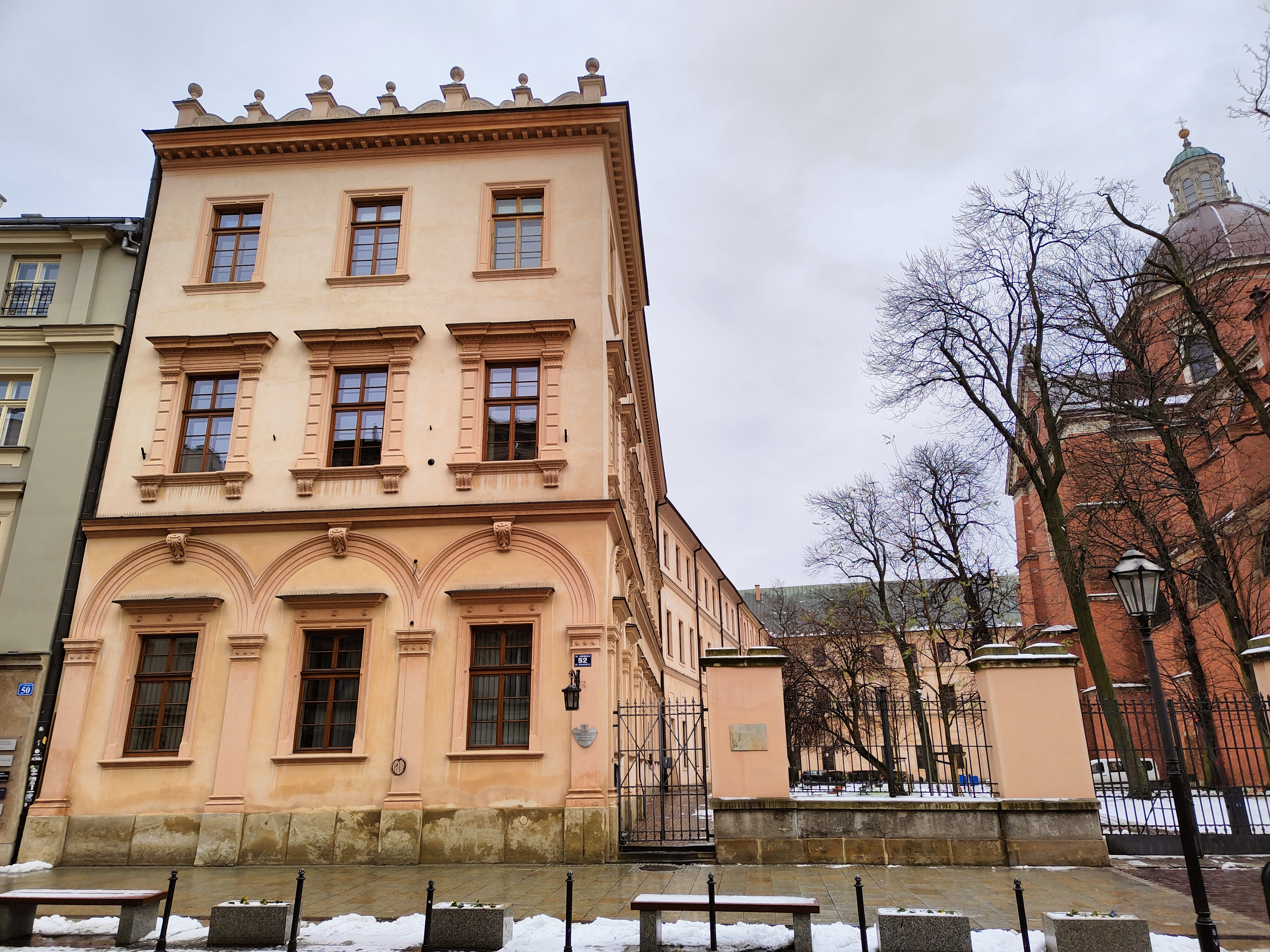
Elewacja Collegium od strony ul. Grodzkiej (2021)

Collegium Broscianum – budynek Uniwersytetu Jagiellońskiego w Krakowie, położony przy ulicy Grodzkiej 52. Mieszczą się w nim instytuty filozofii, socjologii, religioznawstwa oraz Katedra Porównawczych Studiów Cywilizacji (dawniej również botaniki, etnologii i geografii).

## Historia gmachu

### Kolegium jezuickie
W 1595 roku Towarzystwo Jezusowe, poszukujące odpowiedniej do wzniesienia kompleksu świątynnego parceli, zwróciło się do senatora Joachima Ocieskiego z propozycją odkupienia działki przy ulicy Grodzkiej. Początkowo niechętnego i wahającego się senatora przekonał do sprzedaży Piotr Skarga, oferując w zamian za teren wraz z dworem Ocieskiego 12 tysięcy złotych. Przez następne kilka lat jezuici sukcesywnie nabywali dalsze tereny w pobliżu klasztoru klarysek, tworząc podwaliny pod budowę monumentalnego kościoła św. Piotra i Pawła. Równolegle ze wznoszeniem świątyni miano zamiar w jej najbliższym sąsiedztwie postawić kolegium jezuickie, późniejsze Collegium Broscianum. W 1622 roku biskup krakowski Marcin Szyszkowski oficjalnie pozwolił jezuitom na prowadzenie szkoły humanistycznej w Krakowie, a rok później Zygmunt III Waza wydał akt erekcyjny kolegium.
Założenie szkoły jezuickiej wywołało silny opór środowisk związanych z Akademią Krakowską, które z niechęcią zapatrywały się na działalność edukacyjną zakonu. Drukowano pamflety i wygłaszano mowy zwalczające koncepcje jezuitów. Eskalacja sporu nastąpiła w latach 20. XVII wieku – w 1623 roku zakonnicy podjęli decyzję o otwarciu w kolegium przy Grodzkiej kursu teologii, co przez profesorów krakowskich zostało uznane za bezpośredni atak i chęć utworzenia konkurencyjnej akademii. Rywalizacja przeniosła się na ulice: w salach wykładowych kolegium jezuickiego tłum wybijał szyby, a pod oknami urządzano tzw. „kocią muzykę”, zagłuszając wykłady jezuitów i uniemożliwiając działalność szkoły. Akademia podjęła także międzynarodowe starania o zamknięcie kolegium zakonnego, co po śmierci Zygmunta Wazy w 1632 r. i przejęciu władzy przez jego syna Władysława IV zostało zwieńczone sukcesem. W 1634 roku papież Urban VIII oraz król nakazali zamknięcie kolegium. Od tej pory jezuici mogli kształcić w Krakowie tylko swoich własnych zakonników.
Przez kilkadziesiąt pierwszych lat jezuici korzystali z budynków zastanych przez poprzednich właścicieli. W 1651 roku rozpoczęto wyburzanie starego pałacu senatora Ocieskiego i położono fundamenty pod nowy budynek – prace przerwał jednak potop szwedzki i związane z nim problemy finansowe zakonu. Budowę wznowiono – zmieniając konepcję architektoniczną – w 1668 roku, a kolegium ostatecznie wzniesiono dwanaście lat później.
Na fasadzie budynku umieszczono tablicę upamiętniającą wsparcie budowy kamienicy przez biskupa Andrzeja Trzebickiego herbu Łabędź. Również po śmierci biskupa-mecenasa kolegium ciągle rozbudowywano, pomimo licznych protestów ze strony Akademii Krakowskiej i jej studentów z pobliskiej Bursy Prawników. Często musiano także naprawiać zniszczenia budynku spowodowane katastrofami naturalnymi. W 1703 r. gwałtowny wicher zerwał z kolegium dach, a w 1719 budynek niemal doszczętnie spłonął w pożarze. Prace remontowe pod kuratelą rektora o. Jerzego Gengella przebiegły w wyjątkowo szybkim tempie i już w sierpniu 1720 r. w kolegium można było znów swobodnie pracować. Następnie przystąpiono do dalszych prac: w 1735 r. wybrukowano dziedzińce, a następnie wzmocniono mur otaczający działkę. W latach 60. XVIII w. jezuici wykupili część podupadającej wówczas Bursy Prawników w celu dalszej rozbudowy kolegium. Plany te przerwała jednak śmierć rektora o. Franciszka Koźmińskiego, a następnie kasata zakonu jezuitów.

### XIX-XX wiek
W 1773 r. w wyniku sekularyzacji szkolnictwa po utworzeniu Komisji Edukacji Narodowej i likwidacji zakonu jezuitów na mocy brewe kasacyjnego Klemensa XIV budynek przejęto. W listopadzie tego roku ostatni rektor kolegium, o. Rafał Skrzynecki, przekazał ordynariuszowi biskupa krakowskiego klucze do kompleksu budynków znajdujących się przy ul. Grodzkiej. Wszystkie nieruchomości oficjalnie należały od tego czasu do Komisji Edukacji Narodowej, której przedstawiciele przez dłuższy czas nie mogli podjąć decyzji o ich dalszym przeznaczeniu. W 1774 r. postanowiono budynek kolegium przeznaczyć na przytułek dla ubogich księży – byłych jezuitów. Niedługo później podjęto decyzję o rozbiórce niektórych budynków gospodarczych znajdujących się w sąsiedztwie kolegium. Wyburzono między innymi młyn oraz browar. W 1786 r. budynek dawnej szkoły przekazano zakonowi cystersów, ci jednak niedługo później zmuszeni zostali do opuszczenia kolegium. W międzyczasie część zabudowań przejęło wojsko austriackie, które urządziło tam m.in. magazyny i lazaret. Przez dalsze kilkanaście lat lokowano w budynku pojezuickim rozmaite urzędy i instytucje, a właściciele zmieniali się niekiedy w kilkumiesięcznych odstępach.
W latach 1815–1846 mieścił się tutaj Senat Wolnego Miasta Krakowa i sądy. W tym okresie podjęto szereg prac remontowych i adaptacyjnych, a w 1846 r. w miejscu wyburzonej kilka lat wcześniej Bursy Prawników wzniesiono nowe skrzydło budynku. Po upadku Rzeczypospolitej Krakowskiej w kolegium mieściły się różnego rodzaju sądy austriackie, na których potrzebę dokonano dalszej rozbudowy, m.in. w 1878 r. wydłużając wschodnio-zachodnie skrzydło i dodając skrzydło poprzeczne. W okresie XX-lecia międzywojennego budynek w dalszym ciągu zajmowały instytucje sądowe: Sąd Apelacyjny oraz Sąd Okręgowy Cywilny. W okresie okupacji niemieckiej na ul. Grodzkiej 52 siedzibę miały zachowany przez okupanta Sąd Okręgowy (w 1943 r. przeniósł się na ul. Krakowską) oraz tzw. Sądy Niemieckie oraz Wydział Sprawiedliwości przy Urzędzie Szefa Dystryktu GG. W sierpniu 1944 r., w obawie przed przechwyceniem przez Sowietów urzędnicy niemieccy spalili na dziedzińcu znaczną część wytworzonej przez sądy okupacyjne dokumentacji. Również po wojnie na Grodzkiej 52 siedzibę swoją miały polskie instytucje sądowe, aż do 1971 r., kiedy to przeniesiono je do nowo wybudowanego gmachu na ul. Przy Rondzie 7.

#### Własność Uniwersytetu Jagiellońskiego
W 1970 budynek został przekazany Uniwersytetowi Jagiellońskiemu na potrzeby głównie kierunków humanistycznych. Nazwę, Collegium Broscianum, nadano mu na cześć krakowskiego matematyka i astronoma Jana Brożka (łac. Joannes Broscius). Początkowo do budynku przeniesiono Instytut Filozofii, Instytut Socjologii katedrę Etnografii Słowian oraz trzy zakłady Instytutu Geografii. W związku ze złym stanem technicznym części gospodarczej kolegium, w latach 70., po przedsięwzięciu odpowiednich ekspertyz i badań, rozpoczęto jej gruntowny remont, który trwał do lat 90.. W latach 70. przeprowadzono też generalny remont całego kolegium. Następny remont Broscianum miał miejsce w latach 90.. Badania mykologiczne pomieszczeń piwnicznych z lat 1994 i 2005 wykazały wynikającą z zawilgocenia obecność w powietrzu rakotwórczych grzybów. 
23 września 1980 w Collegium Broscianum założono krakowskie Niezależne Zrzeszenie Studentów. Część pomieszczeń przekazano na potrzeby Krakowskiego Chóru Akademickiego. W budynku znajduje się sala nazwana imieniem sławnej polskiej filozofki Izydory Dąmbskiej, współpracującej z Uniwersytetem Jagiellońskim.
24 maja 2024 w Collegium Broscianum wybuchł kolejny strajk okupacyjny organizowany przez Akademię dla Palestyny. Studentki i studenci rozpoczęli protest żądając od uniwersytetu zerwania współpracy z izraelskimi instytucjami, w związku z ich powiązaniem z armią Izraela oskarżaną o dokonywanie zbrodni na palestyńskich cywilach. Protest okupacyjny na UJ był jedną z najdłużej trwających okupacji w odpowiedzi na wojnę, zakończył się kompromisem pomiędzy uczelnią a strajkującymi, okupację zakończono 15 października 2024.